# シュコダ・ラピッド
ラピッド (Rapid) は、シュコダ・オートが開発した乗用車である。名前の由来はラテン語のrapide（速い）から。

ラピッドは1933年から1947年に販売された乗用車、1984年から1990年に販売されたクーペ、2011年から発売されたコンパクトカーの名称に使われた。これらに技術的な共通点はない。

## 第一世代

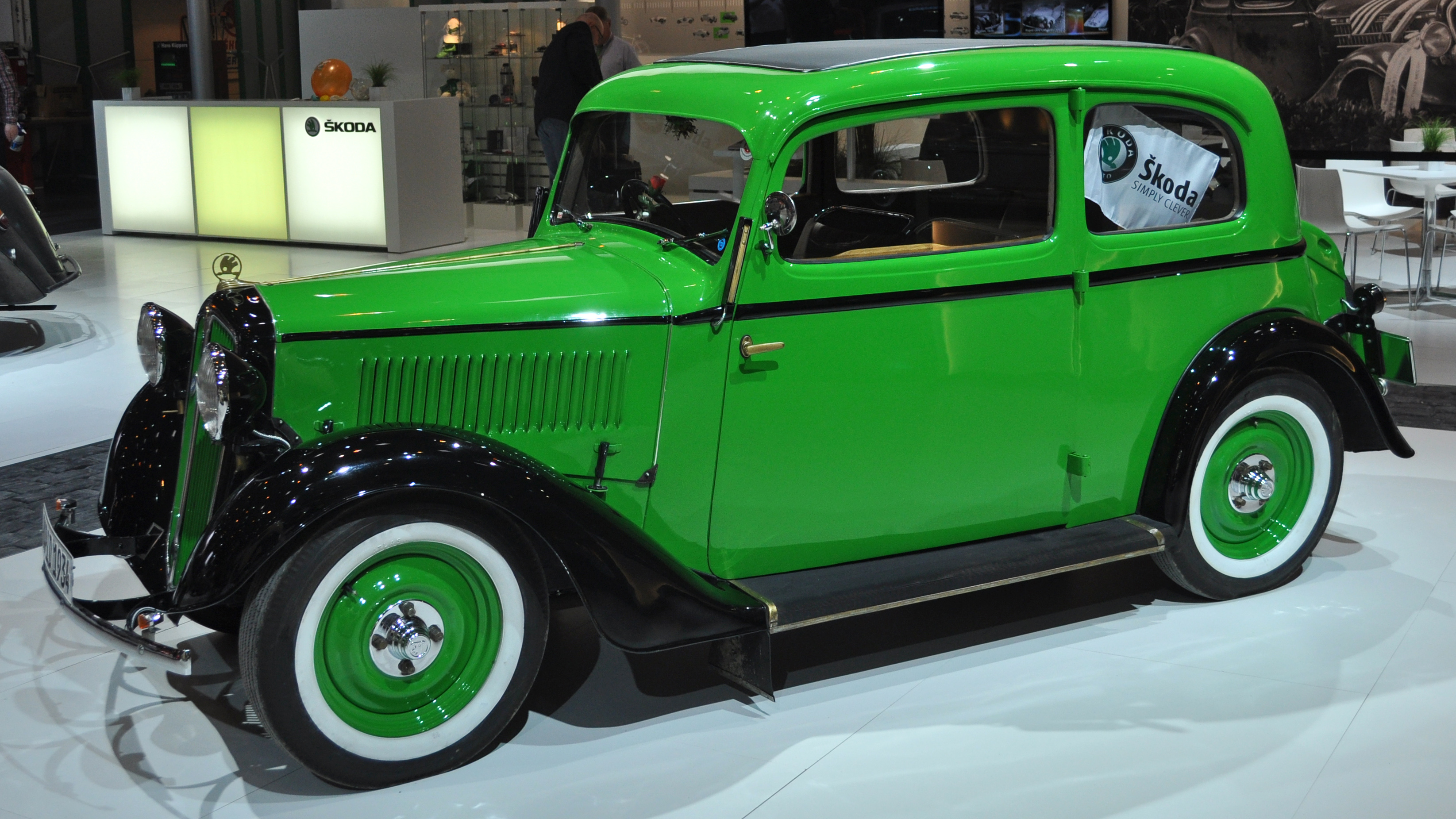
420ラピッド (1934年)

1934年に初代ラピッドが発売された。当初は1933年から販売されていた420の派生モデルとして扱われたが、1935年の改良モデルから独立した車種として扱われた。第二次世界大戦後の1947年まで生産された。

### 420ラピッド (タイプ421)
1934年から1935年まで販売された初期型モデル。ボディタイプは2ドアセダン（チューダー）・4ドアセダン・2ドアセミカブリオレで、乗車定員は4名。生産台数は480台だった。
バックボーンフレーム構造と前後リーフスプリングのスイングアクスルサスペンション、4輪ドラムブレーキを採用し、1.2Lの直列4気筒SVエンジンと3速MTを搭載した。最高出力は25psで、最高時速は90km。

### ラピッドII (タイプ901/914)
1935年に改良モデルのラピッドIIが発売。エンジンの排気量が1.4Lに拡大したことで、最高出力が31ps、最高時速が100kmまで向上した。ブレーキはATE製の油圧ブレーキに変更された。タイプ421と同様のセダンとセミカブリオレに加え、コンバーチブルと商用ライトバンもラインナップに加わった。1938年まで生産され、生産台数は3,900台だった。
1936年、シュコダのブランド宣伝のために、1935年モデルのラピッドで世界一周ツアーを実施した。ヨーロッパ・アジア・北アメリカを横断して、97日間で27,700 kmを走破し、シュコダモデルの信頼性をアピールした。

### ラピッド・シックス
1934年から1935年の間に3台のみが製造されたレース用モデル。ボディは流線形のクーペに変更され、エンジンは2.0Lの直列6気筒SVエンジンに、ミッションは4速MTに換装された。最高出力は50psで、最高時速は130km。ラピッド・シックスはシュコダが製造した初のクーペモデルの1つとなった。
シュコダはラピッド・シックスでチェコスロバキア1000マイルレースに参戦し、1935年に優勝した。

### 1500 OHV (タイプ922)
1938年に改良モデルの1500 OHVが発売。エンジンは1.5Lの直列4気筒OHVに変更され、潤滑システムにも改良が加えられた。これにより最高出力は42ps、最高時速は110kmまで向上した。1947年まで販売され、総生産台数は1,804台。
1500 OHVの派生車種として、1938年に「Dálnicový tudor（ハイウェイ・チューダー）」と呼ばれた特別モデルが披露された。パワートレインはベース車と同じだが、空力を重視した流線形のボディに換装され、リヤタイヤはスパッツで覆われた。この車両は主にブランド宣伝に利用された。

### 2000 (タイプ943) / 2200 (タイプ945)
1930年代後半から次期モデルの開発が始まり、1940年までにプロトタイプである2000が2台製造された。エンジンは2.1Lの直列4気筒OHVで、最高出力は55ps。プロトタイプのうち1台は1940にウィーンで初公開され、もう1台はムラダー・ボレスラフのシュコダ本社工場の社用車として使われた。
1941年から、最高出力63psを発生する2.2L直6OHVエンジンを搭載する2200の販売が開始された。カブリオレなどのバリエーションも開発されていたが、第二次世界大戦の影響で1942年に製造と開発の中止を余儀なくされた。戦後、1945年から製造が再開され、チェコスロバキア政府の公用車などにも使われたが、1947年に販売を終了した。総生産台数は57台のみである。

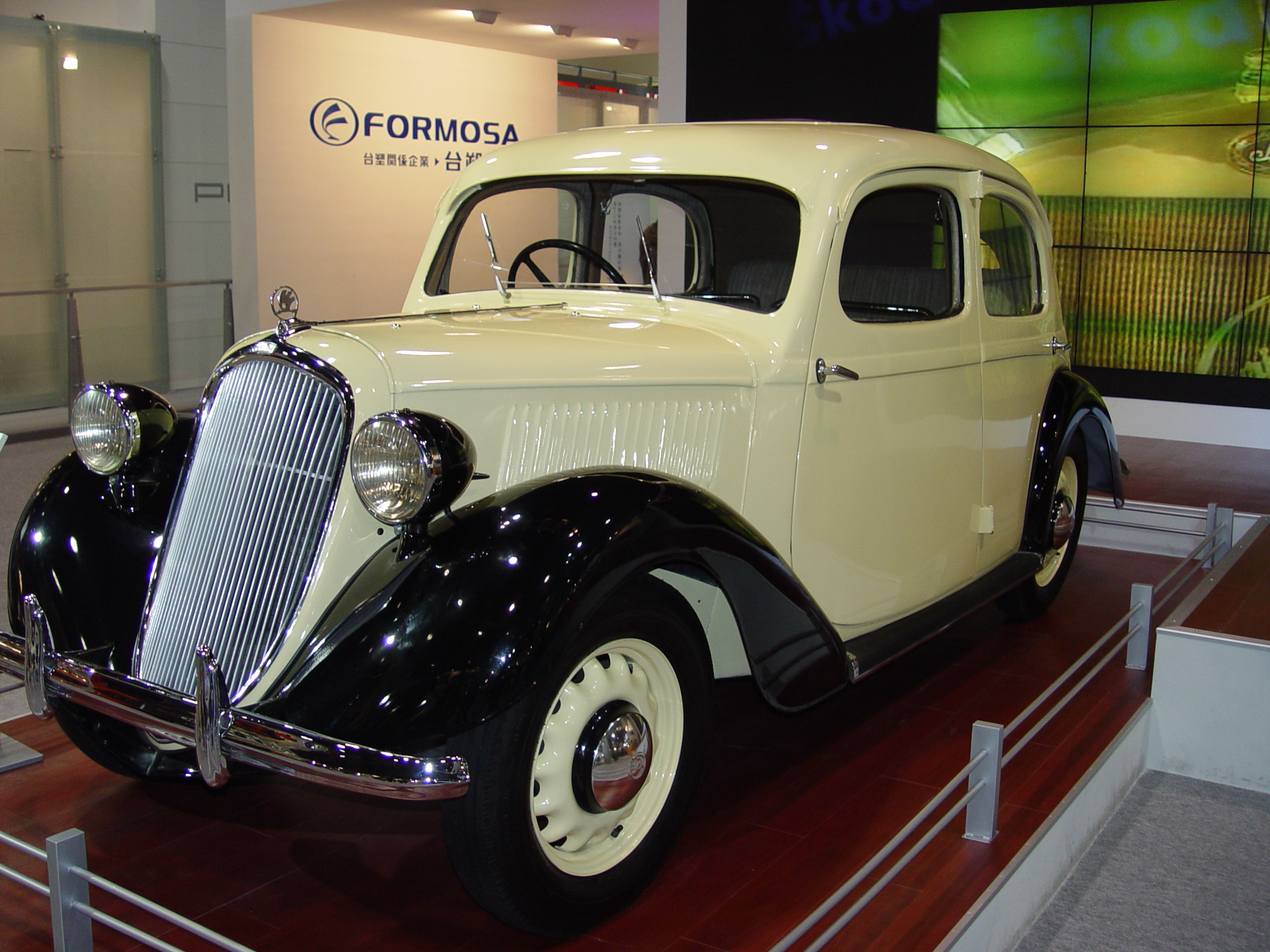
タイプ901 (1935年)
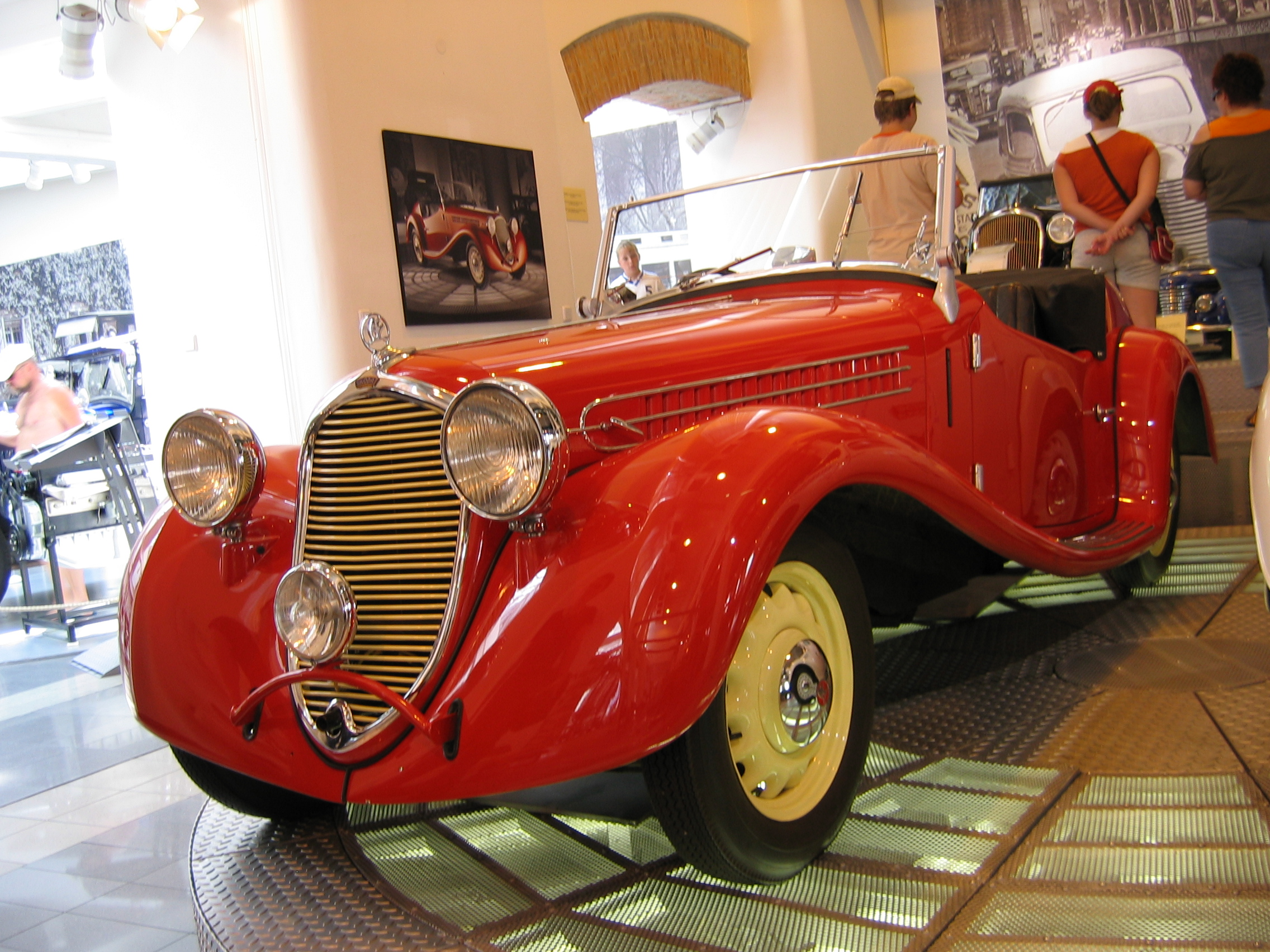
コンバーチブル (1937年)
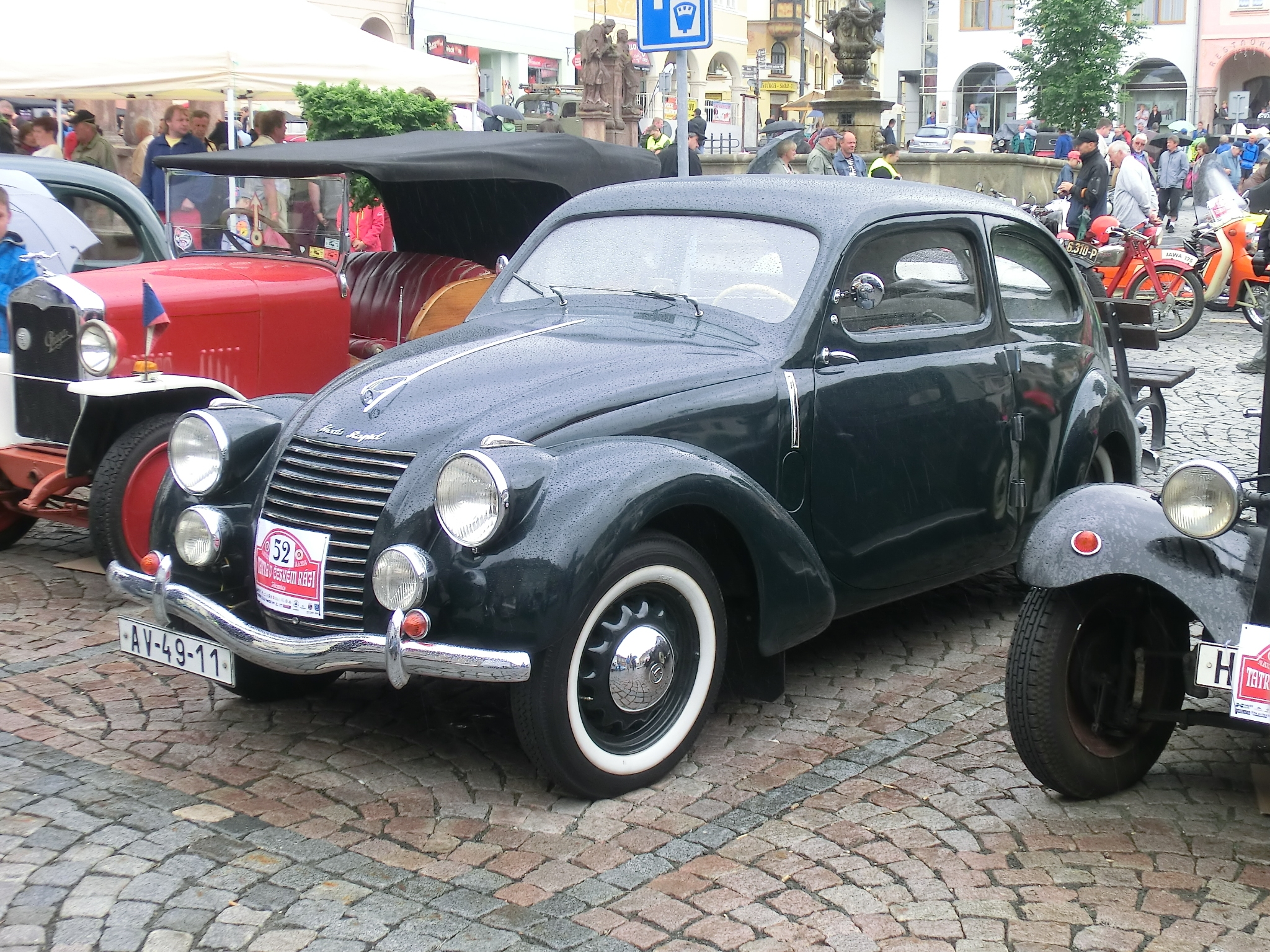
1500 OHV (1940年)

## 第二世代

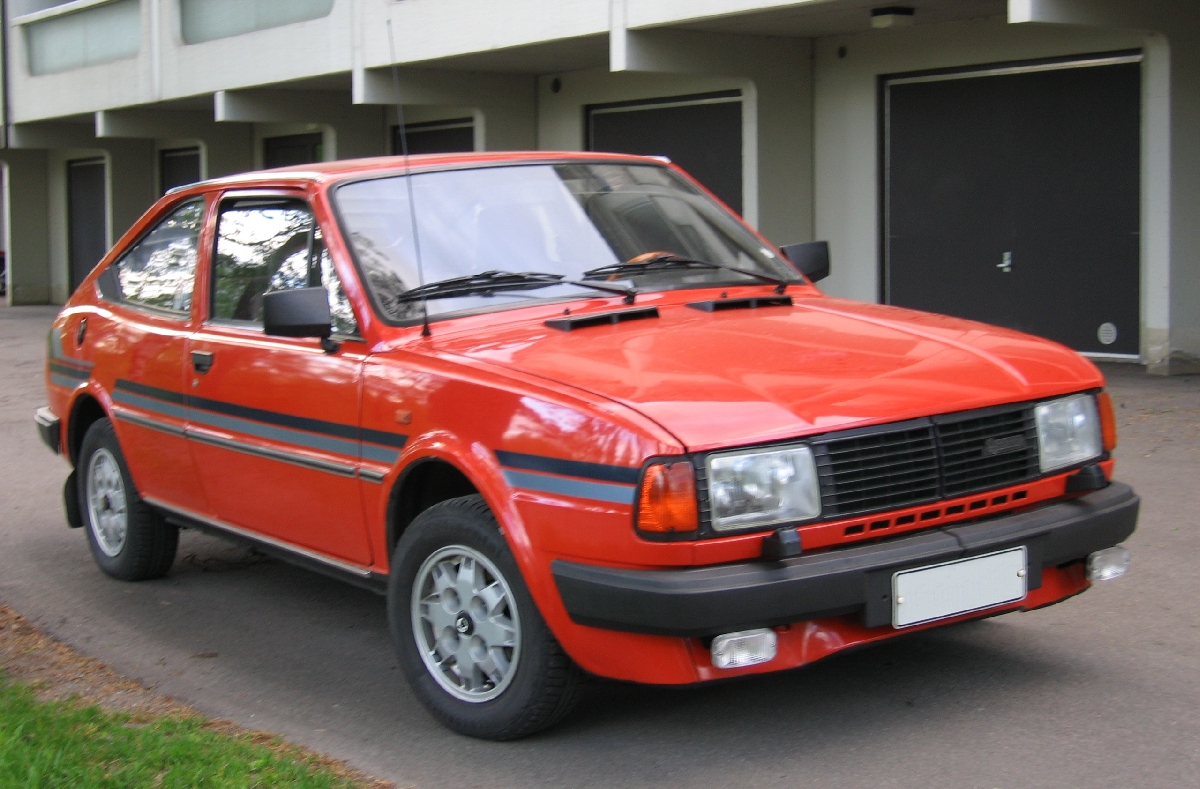
ラピッド130

自動車工業国営会社（AZNP）体制の1984年から1990年まで、ガルデの後継モデルとして第二世代のラピッドが発売された。
ラピッドは120/130セダンをベースとするRR駆動の2ドアクーペである。フロントの足回りにはダブルウィッシュボーン式サスペンションと4ポットキャリパー式ディスクブレーキを採用し、リヤはセミトレーリングアーム式サスペンションとドラムブレーキである。エンジンはいずれのグレードも直列4気筒OHVである。

### ラピッド120
ラピッドの最廉価グレード。ガルデと同じく120LS用の1.2Lエンジンを搭載する。最高出力は55psで、最大トルクは85.5Nm。4速MT、サスペンション、ブレーキなどはガルデのものが流用された。生産台数は2,931台。

### ラピッド130
ラピッドの高性能モデル。130セダン用の1.3Lエンジンが搭載されたことで、最高出力は58ps、最大トルクは97Nmに増加した。最高時速は153kmで、0-100km/h加速は16秒。ミッションは120の4速MTから5速MTに変更された。生産台数は22,475台と、第二世代の中で最も多く生産されたグレードだった。
イギリスの輸入業者が公式にカスタムし、最高出力75ps、最大トルク105Nm、最高時速は165km、0-100km/h加速13秒を発揮するスポーツモデルも存在した。

### ラピッド135/136
1987年にラインナップへ追加された改良モデル。同年に発売されたファヴォリット135/136と同じ1.3Lのオールアルミ製エンジンを搭載した。
ラピッド135の最高出力は58ps、最大トルクは94Nm、0-100km/h加速は15秒だった。ラピッド136の最高出力は62ps、最大トルクは100Nm、0-100km/h加速は14秒で、第二世代ラピッドの中では最も高性能なモデルだった。
1990年まで生産され、生産台数はラピッド135が1,272台、ラピッド136が9,708台だった。

### コンバーチブル
第二世代ラピッドのコンバーチブルは公式には存在しないが、オーナーやカスタムメーカーなどが独自に製造したコンバーチブルモデルが何種類か存在する。
代表的なものはLudgate Design & Development社の製造したモデルである。主に136をベースとした車両が製造され、製造台数は343台とコンバーチモデルの中では最も台数が多かった。公式な車両ではないが、シュコダの公式サイトのタイムラインで他のグレードと共に紹介されている。

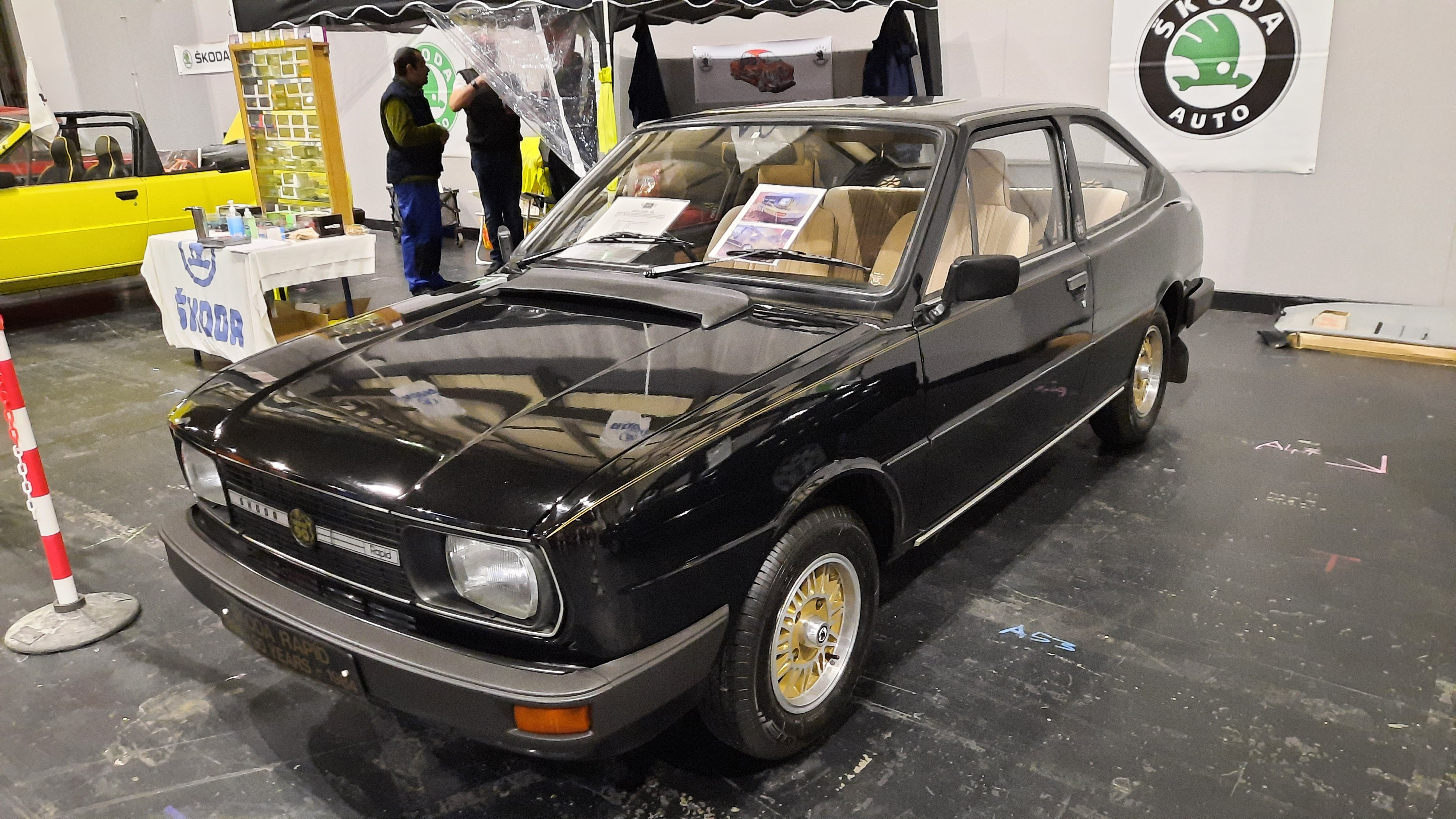
ラピッド120
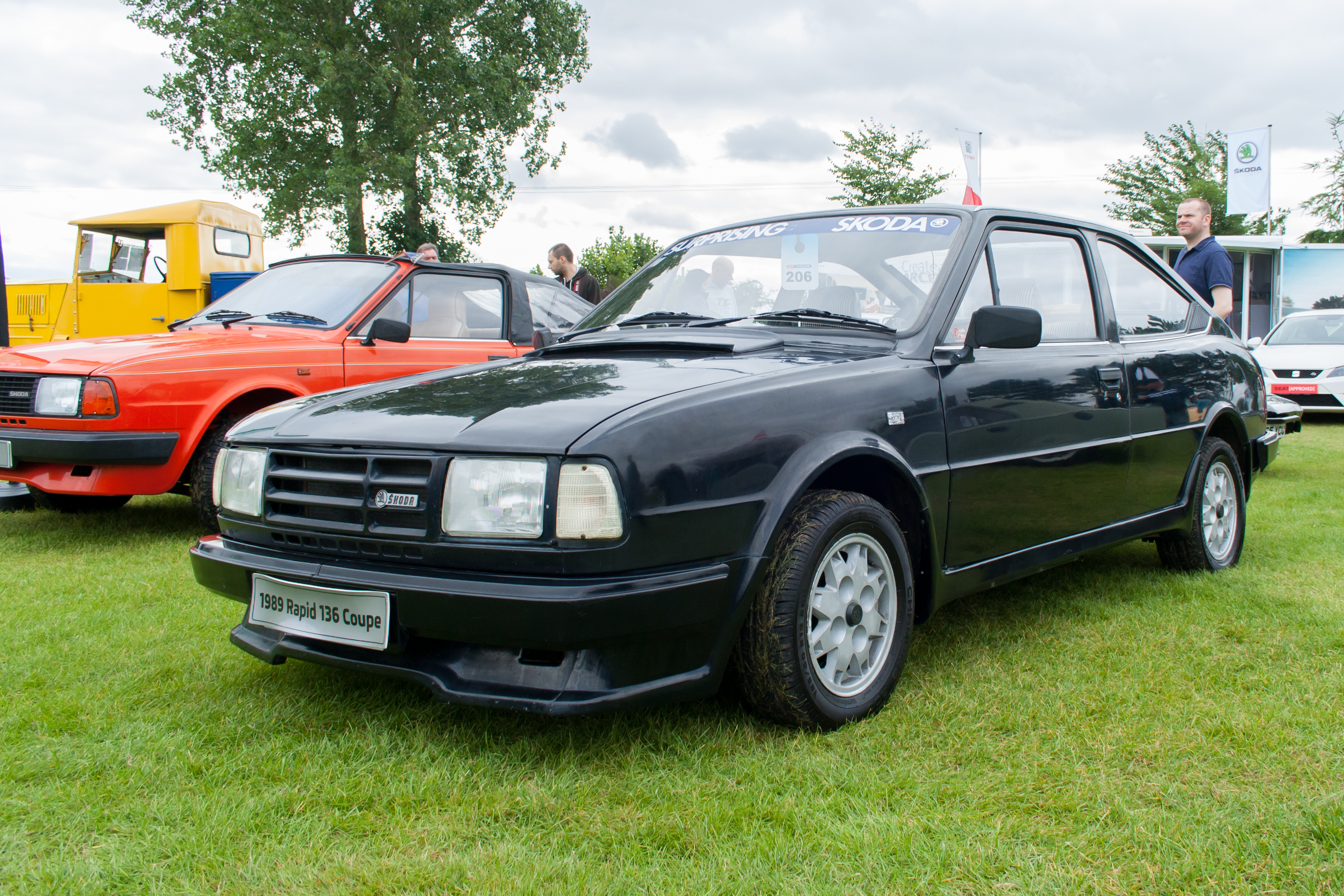
ラピッド136
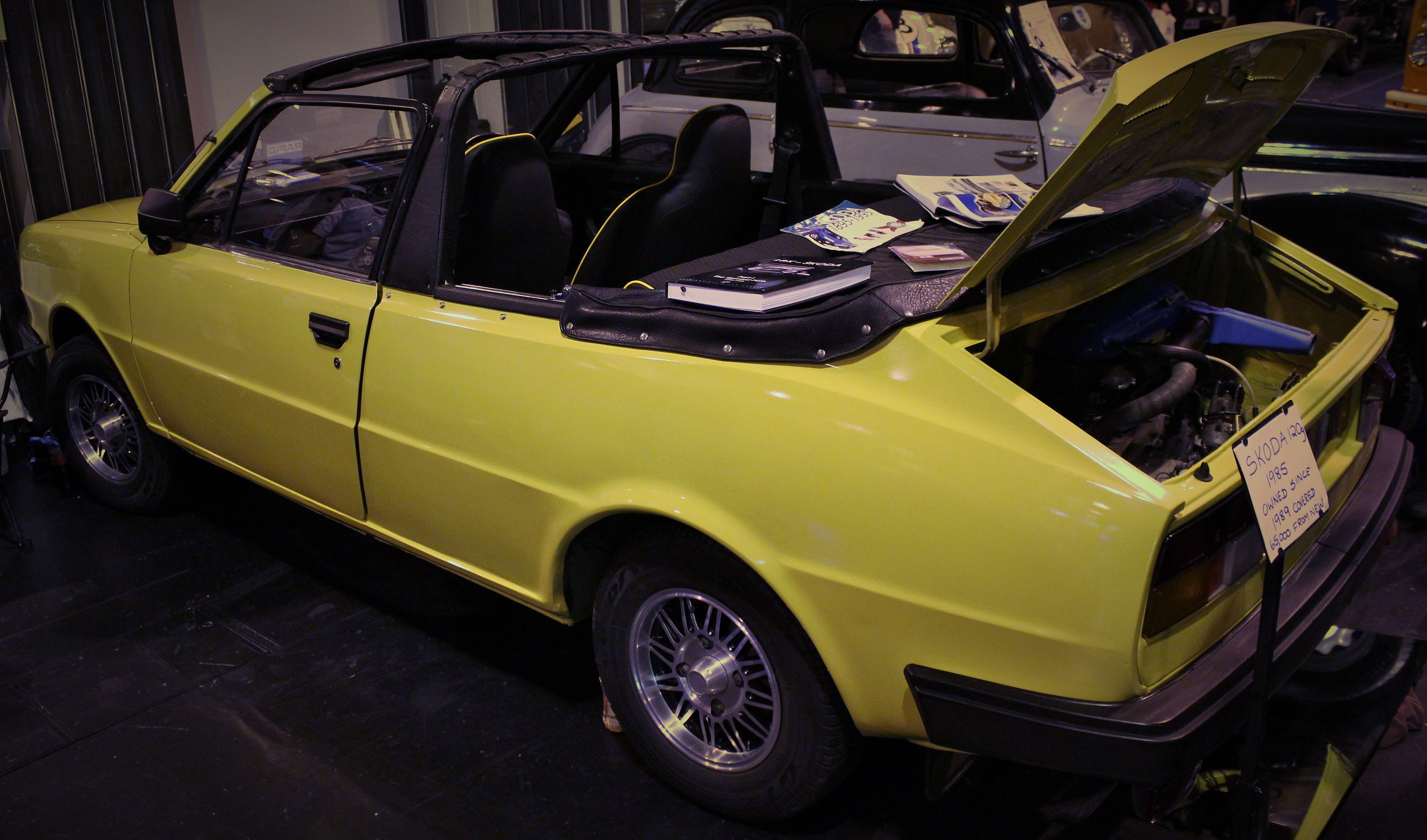
コンバーチブル

## 第三世代

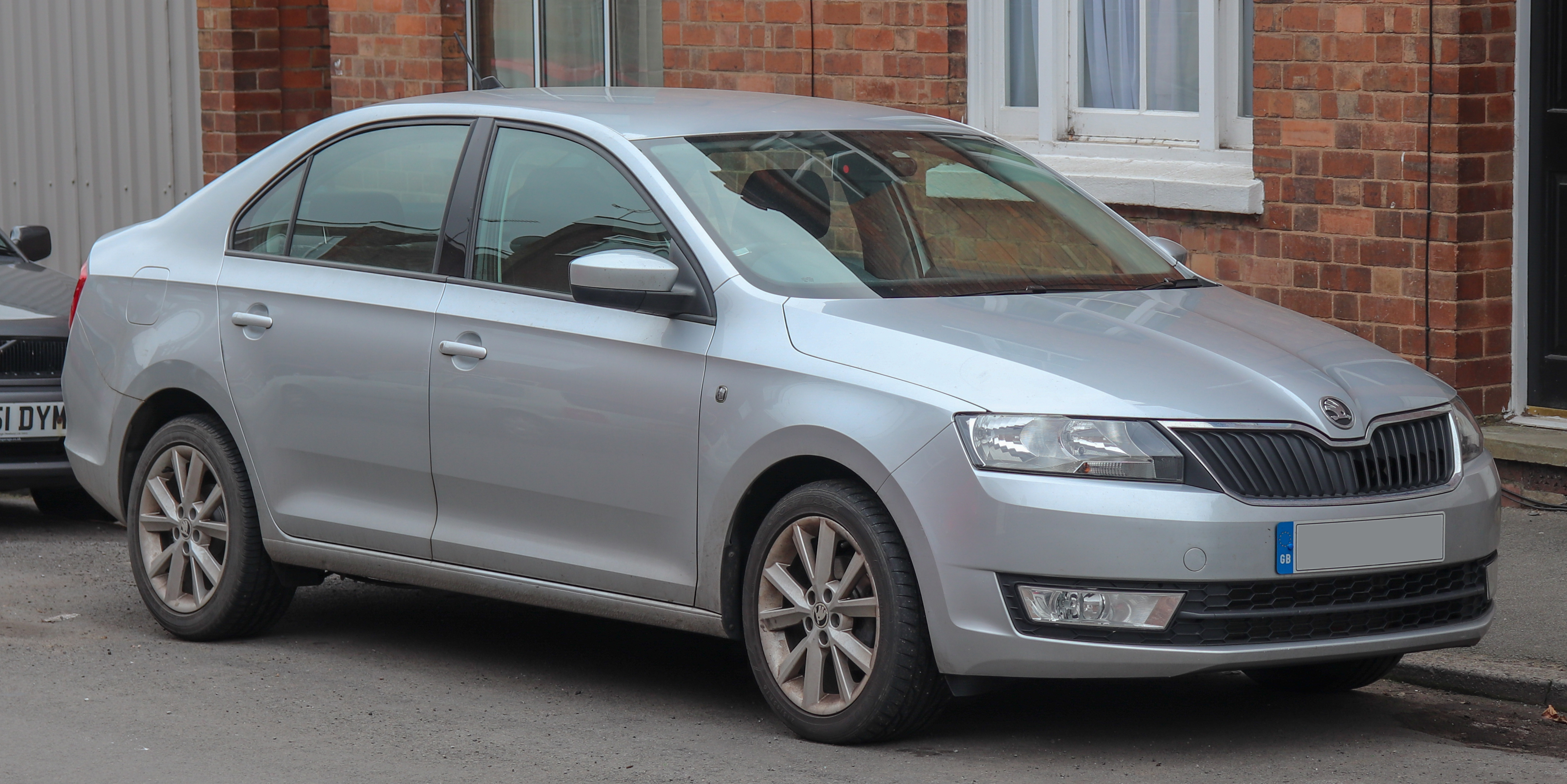
欧州仕様・リフトバック

第三世代のラピッドは、ファビアとオクタヴィアの中間のクラスに相当する、Bセグメントのコンパクトカーである。
ラピッドはシュコダの世界戦略車として欧州・インド・ロシア・中国市場で販売されたが、地域ごとに仕様に差異がある。2023年12月現在、ラピッドは中国市場でのみ販売されている。

### 欧州仕様
2011年のフランクフルトモーターショーでコンセプトカーMissionLが発表され、翌年9月のパリモーターショーで量産モデルが初公開された。量産は2012年8月から開始された。
フォルクスワーゲンのA05+プラットフォームを採用し、セダンスタイルの5ドアリフトバックとハッチバック（スピードバック）がラインナップされた。エンジンは1.2Lから1.6Lの直列4気筒ガソリンエンジンと、1.6Lの直列4気筒TDIディーゼルから選択できた。ミッションは5MTまたは7DSG。
2017年にフェイスリフトを実施。1.2Lガソリンエンジンが1.0L直列3気筒TSIエンジンに切り替わった。デイライトとウィンカーがLEDに変更され、ESCや緊急ブレーキなどの安全装備が追加された。インテリアにはCarPlayとAndroid Autoに対応した新しいインフォテイメントシステムが追加された。

2019年に生産終了。後継車はスカーラ。

### ロシア仕様
ロシアではラピッドの人気が高かったことから、ロシア市場では2019年以降もラピッドの販売が継続され、2020年にロシア仕様限定のフェイスリフトが実施された。スカーラに類似した新しいエクステリアデザインが与えられ、インテリアにはデジタルインストルメントパネルと、6.5インチまたは8インチのタッチスクリーン式インフォテイメントディスプレイが追加された。

しかし、2022年のロシアのウクライナ侵攻を受け、フォルクスワーゲン・グループ全体でロシアでの事業を停止した。これによりラピッドの生産も終了した。

### 中国仕様
2013年から中国市場にて販売開始。上海汽車（SAIC）との合弁で生産される。フォルクスワーゲン・サンタナのバッジエンジニアリング車で、エクステリアデザイン以外はサンタナと共通である。ボディタイプは5ドアハッチバックと4ドアノッチバックセダンがラインナップされる。

2020年にロシア仕様と独立したフェイスリフトを実施。スカーラに類似した新しいエクステリアデザインが与えられ、8インチのインフォテイメントシステムディスプレイが追加された。ただしロシア仕様のフェイスリフトと比べて変更点は少ない。2023年から施行される中国の排気ガス規制（国6b）に適合した、1.5Lの直列4気筒エンジンを搭載する。

### インド仕様
欧州市場よりも早い2011年からインド市場にて販売開始。インド仕様のフォルクスワーゲン・ヴェントのバッジエンジニアリング車である。ボディタイプは4ドアセダンのみ。エンジンは1.6L直列4気筒ガソリンエンジンまたは1.6L（2014年からは1.5L）直列4気筒TDIディーゼルで、2020年に1.0L直列3気筒TSIがラインナップに追加された。

2017年にフェイスリフトを実施。エクステリアデザインがアップデートされ、CarPlayとAndroid Autoに対応したインフォテイメントシステムが追加された。
2021年にインド仕様の生産が終了した。インド市場のシュコダモデルの中では最長の生産期間のモデルとなった。インド市場における後継車はスラヴィア。

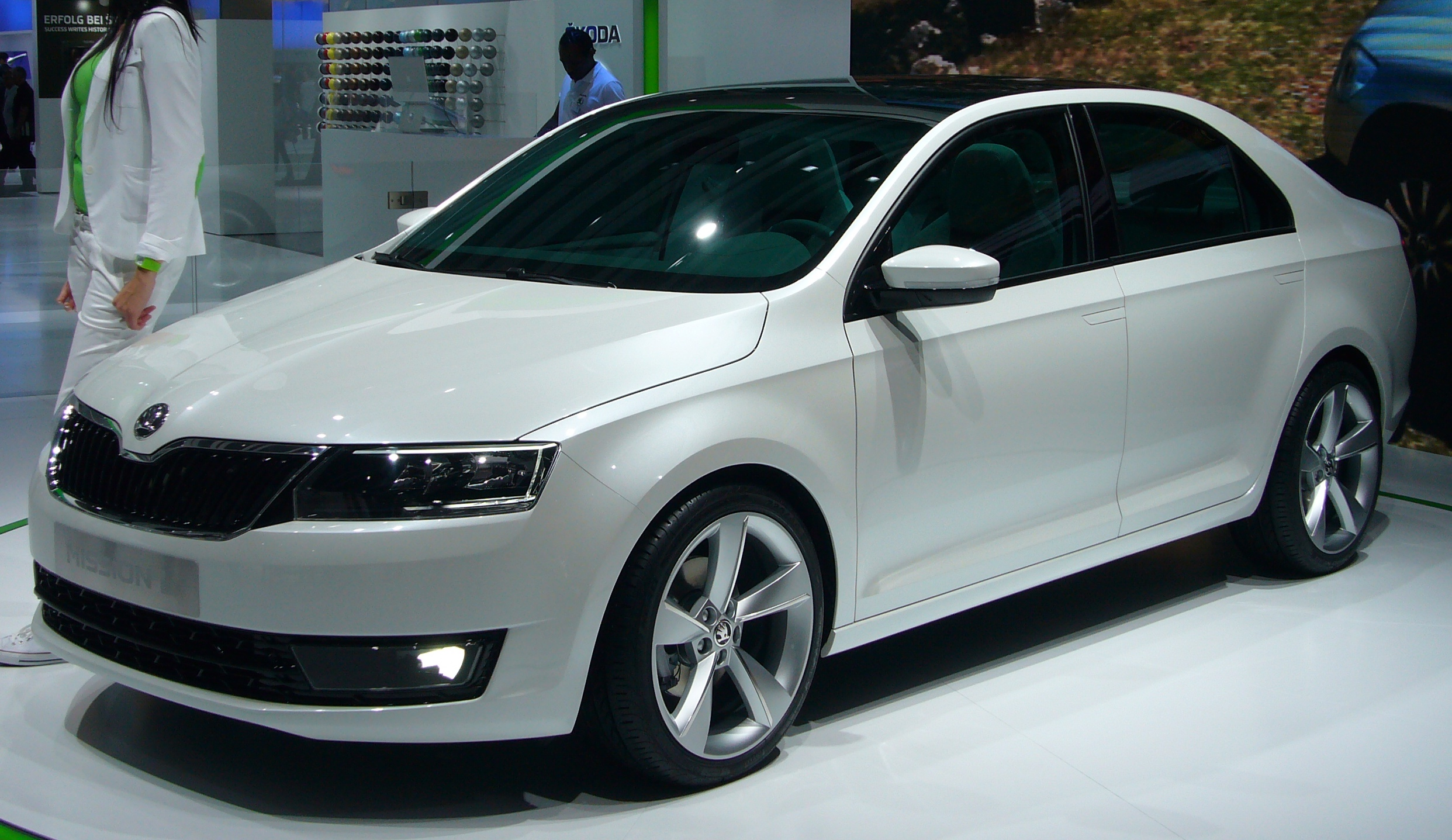
MissionLコンセプト
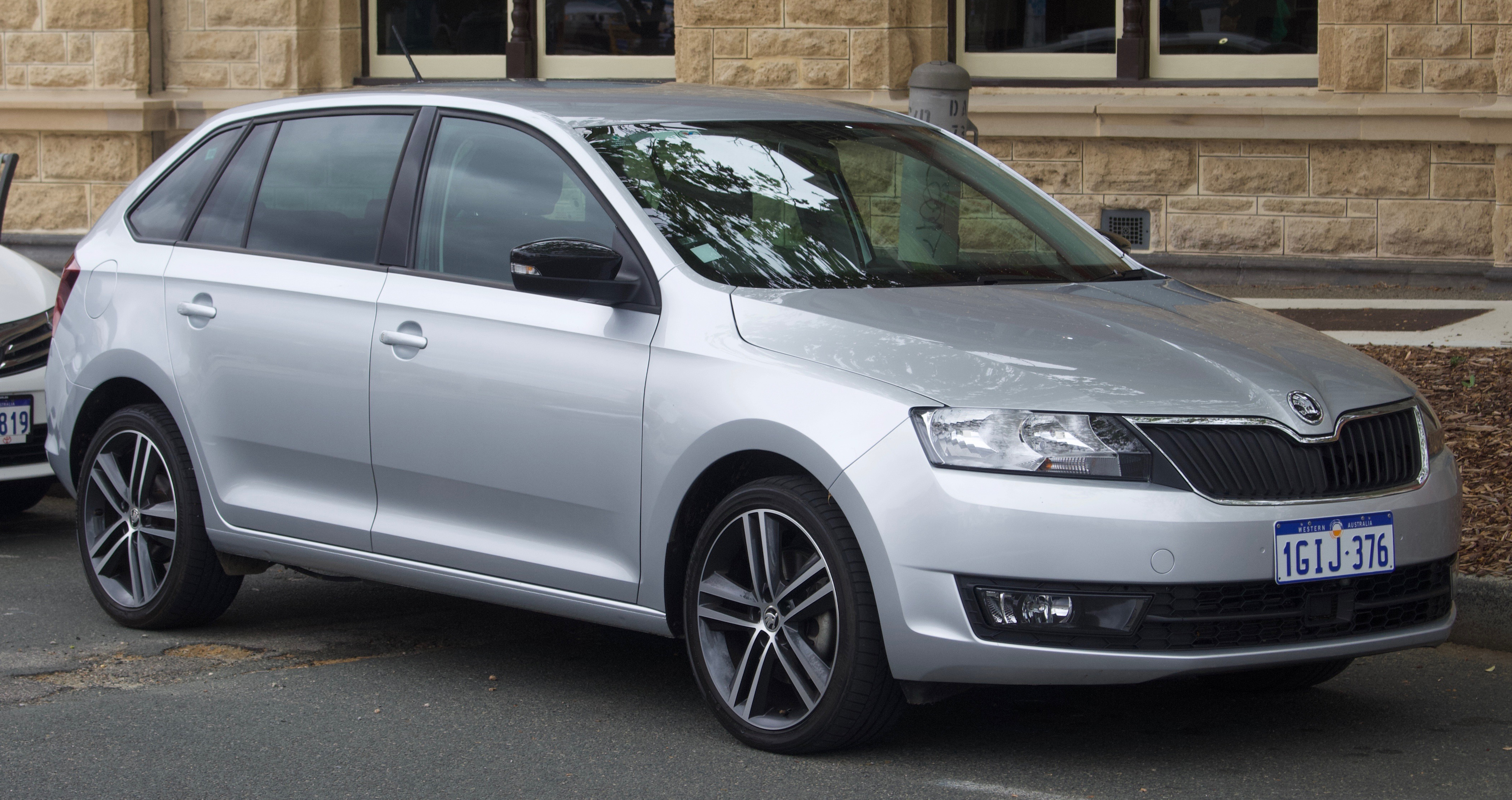
欧州仕様・スピードバック
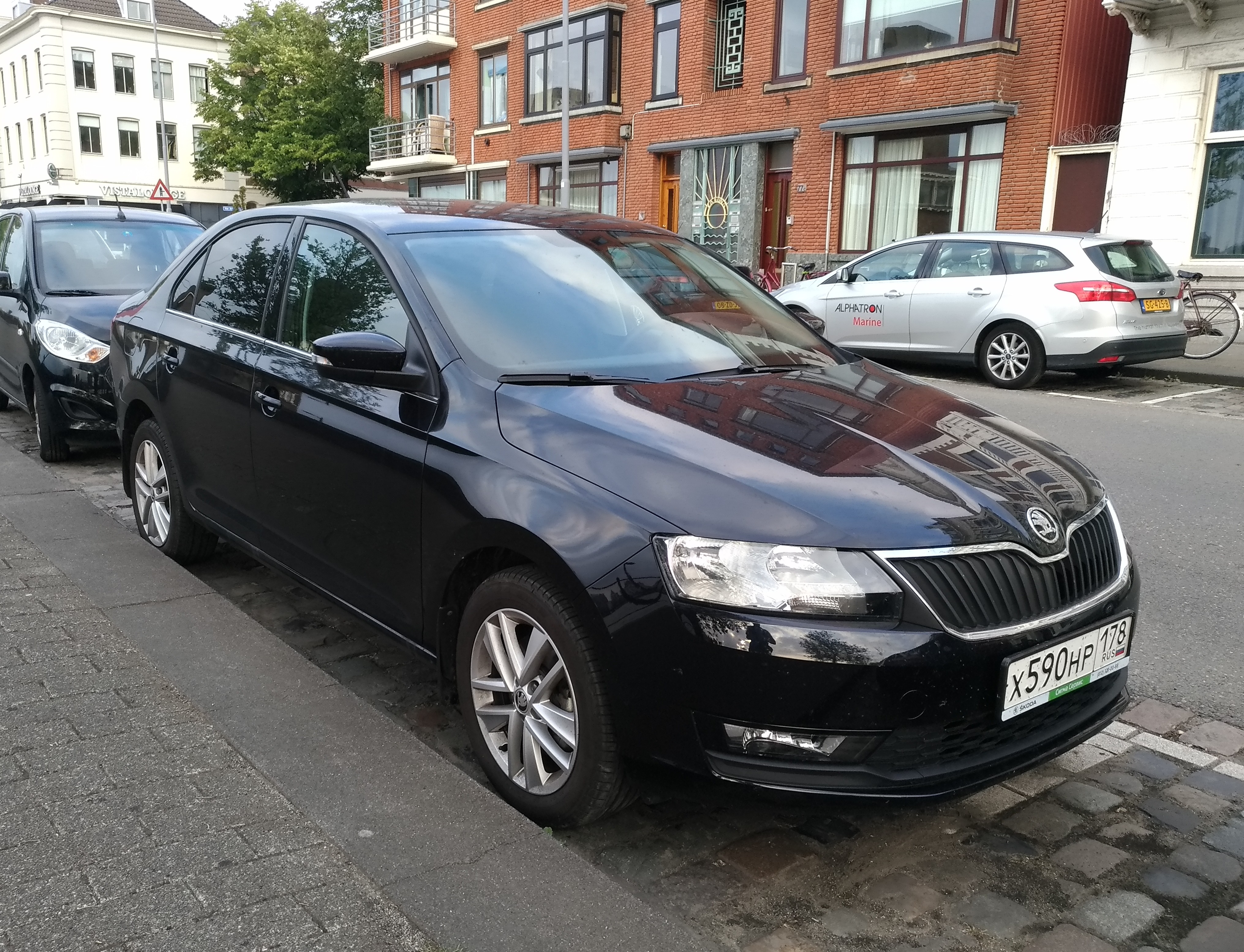
ロシア仕様
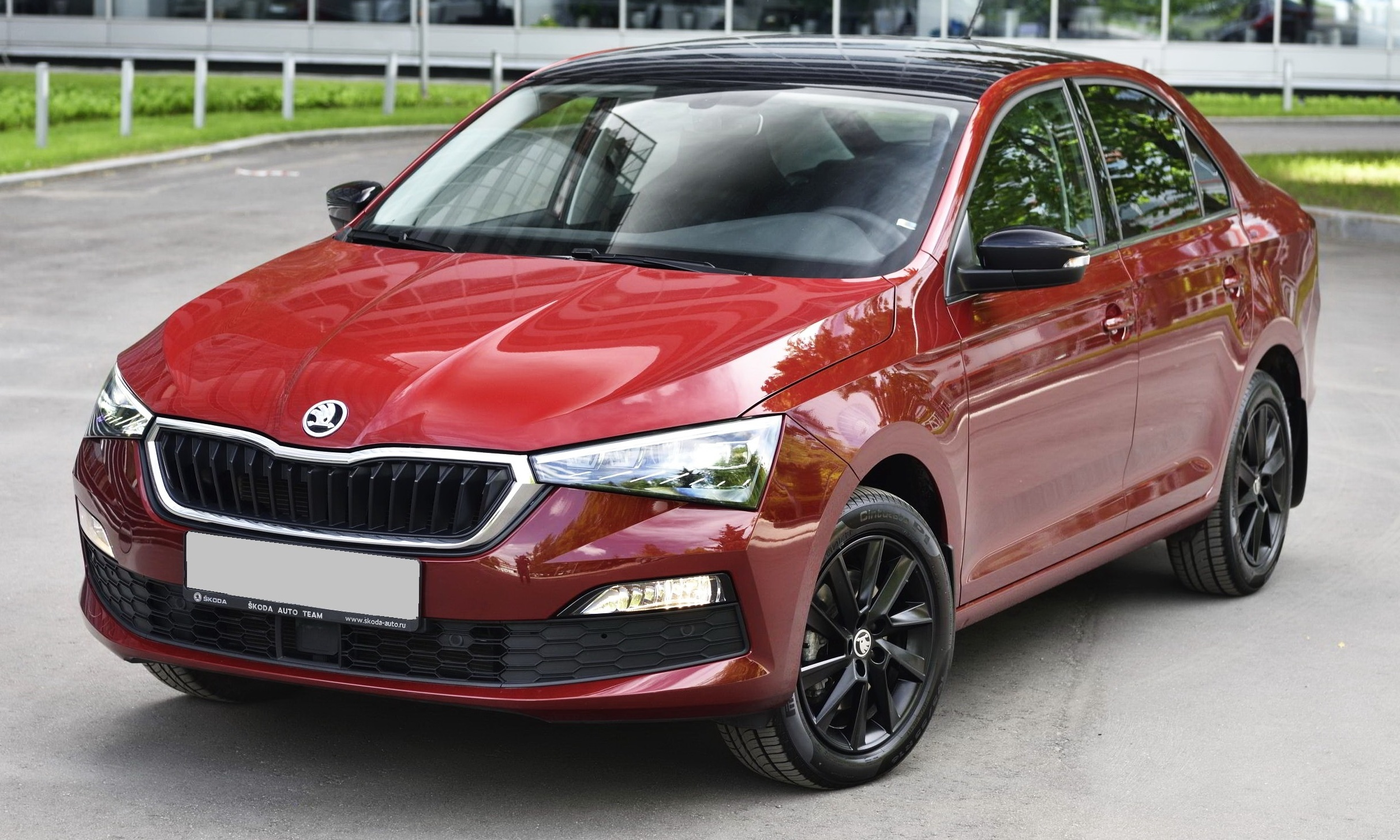
ロシア仕様・フェイスリフト後
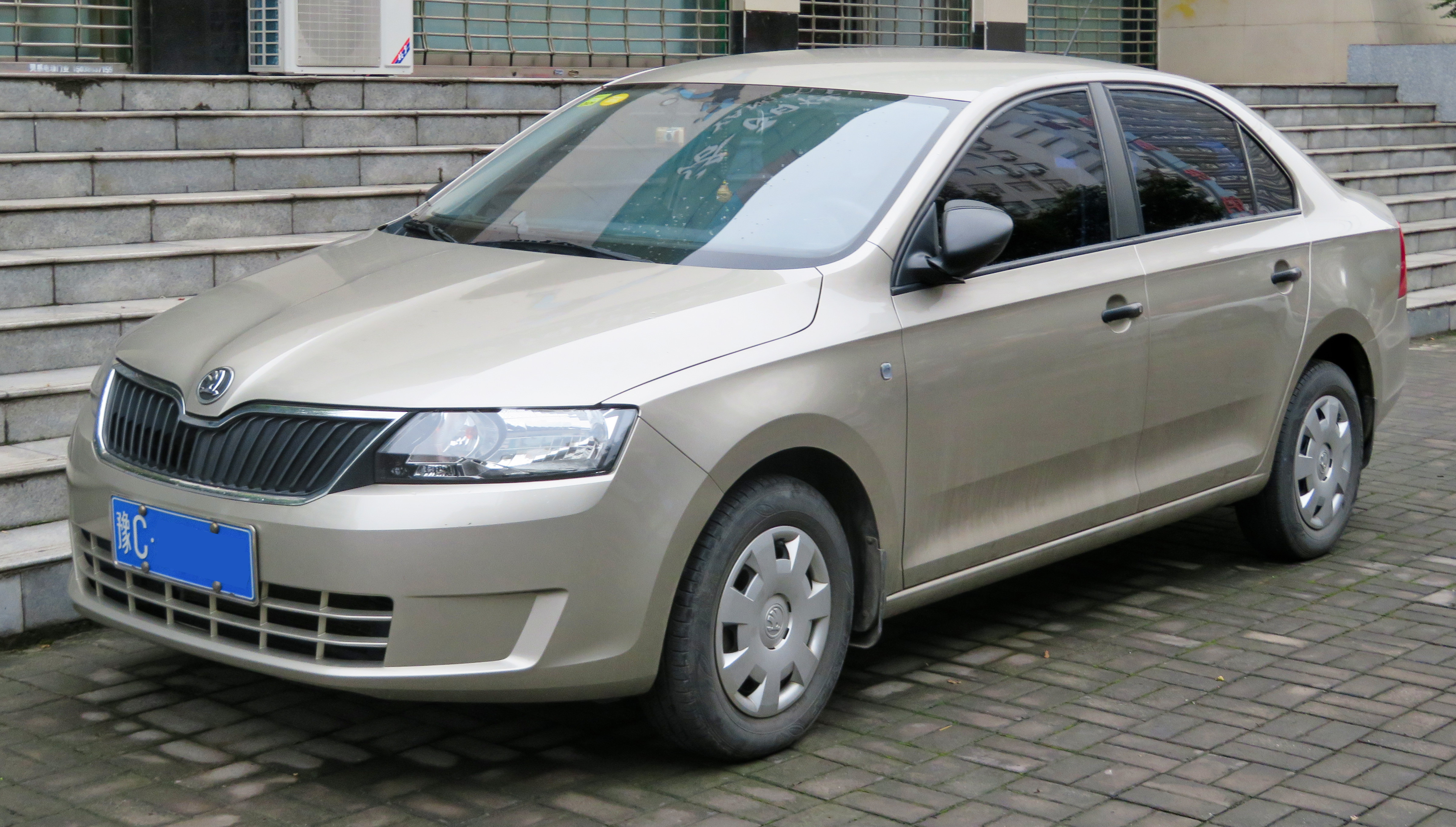
中国仕様
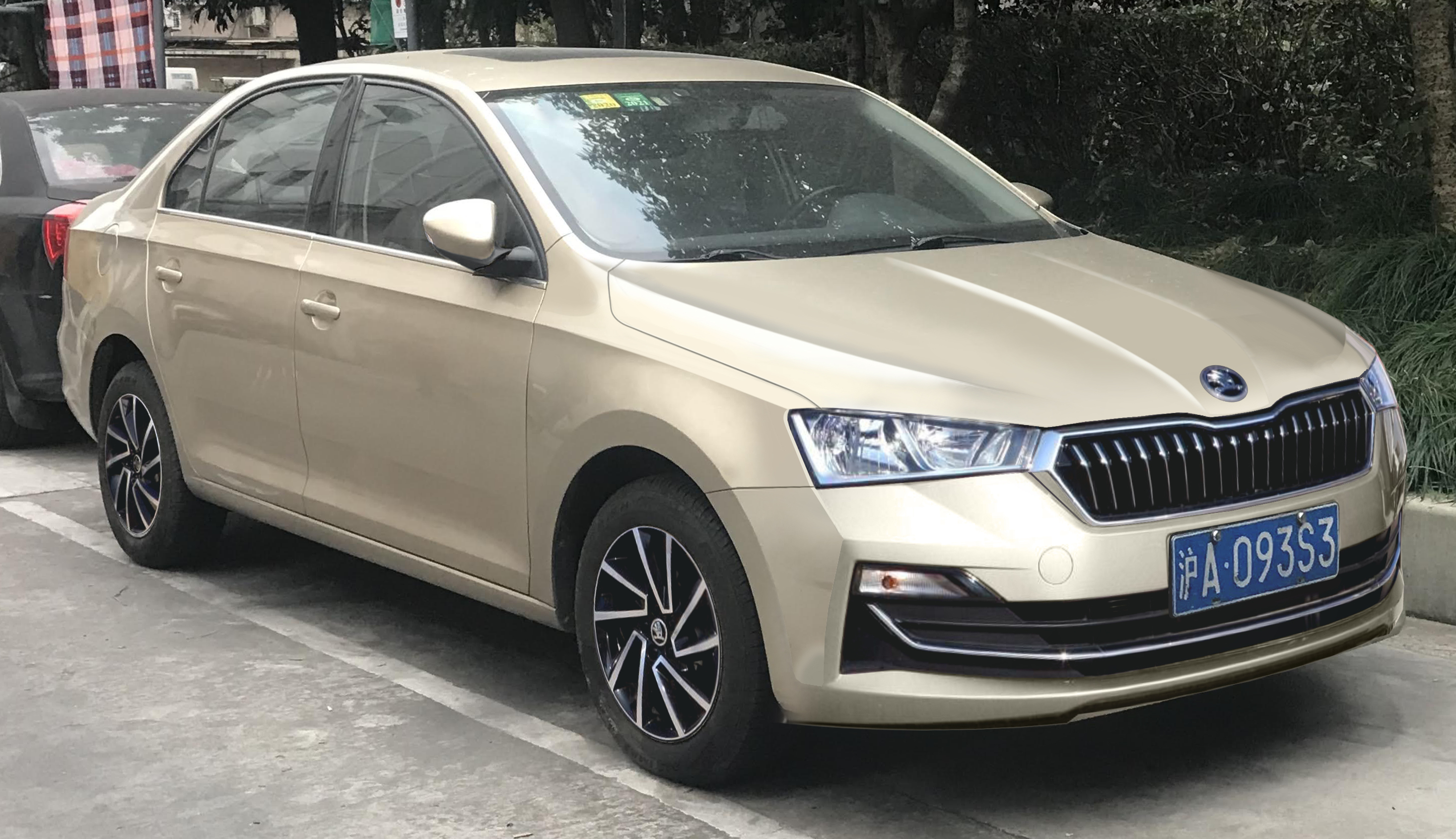
中国仕様・フェイスリフト後
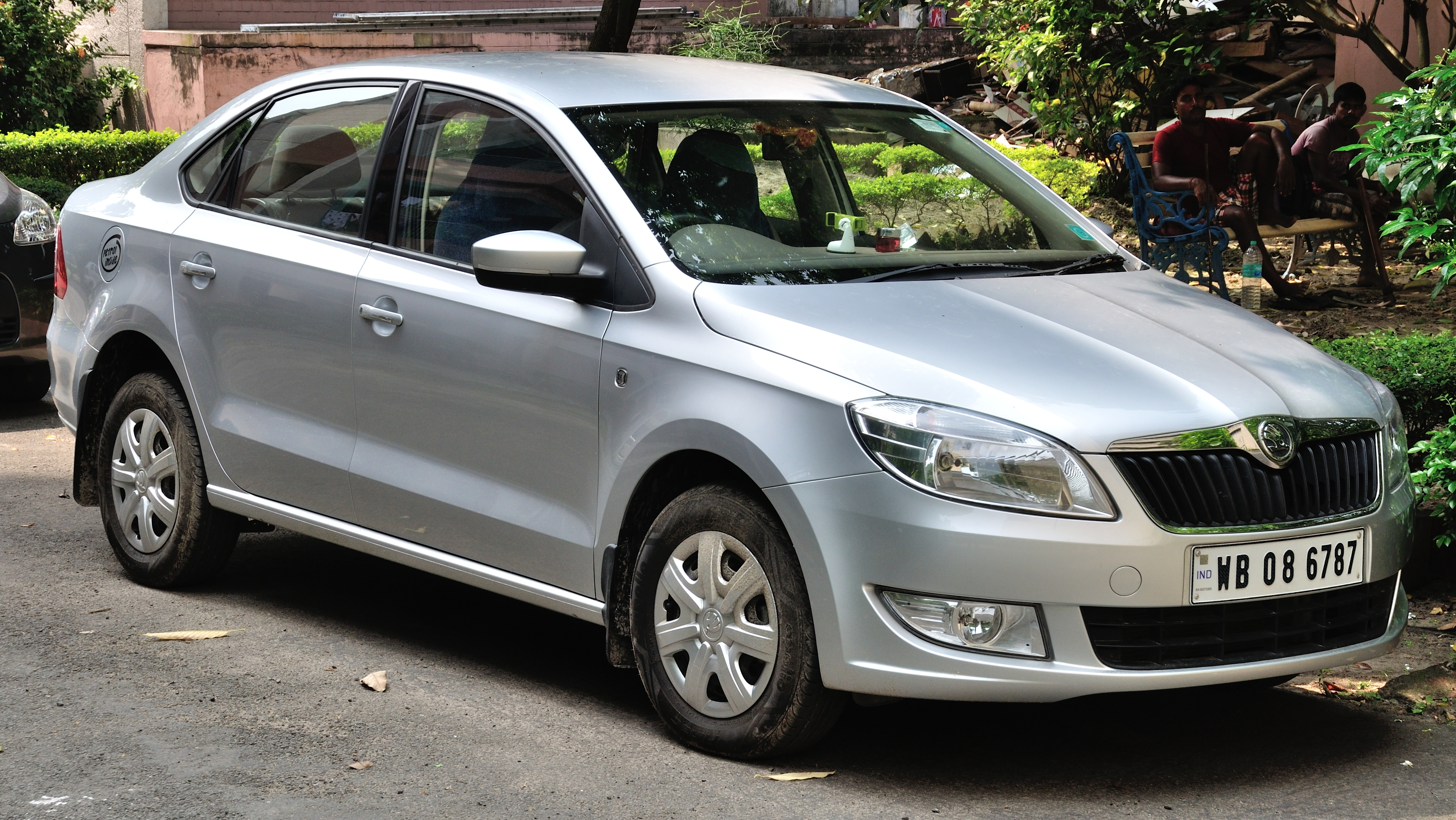
インド仕様
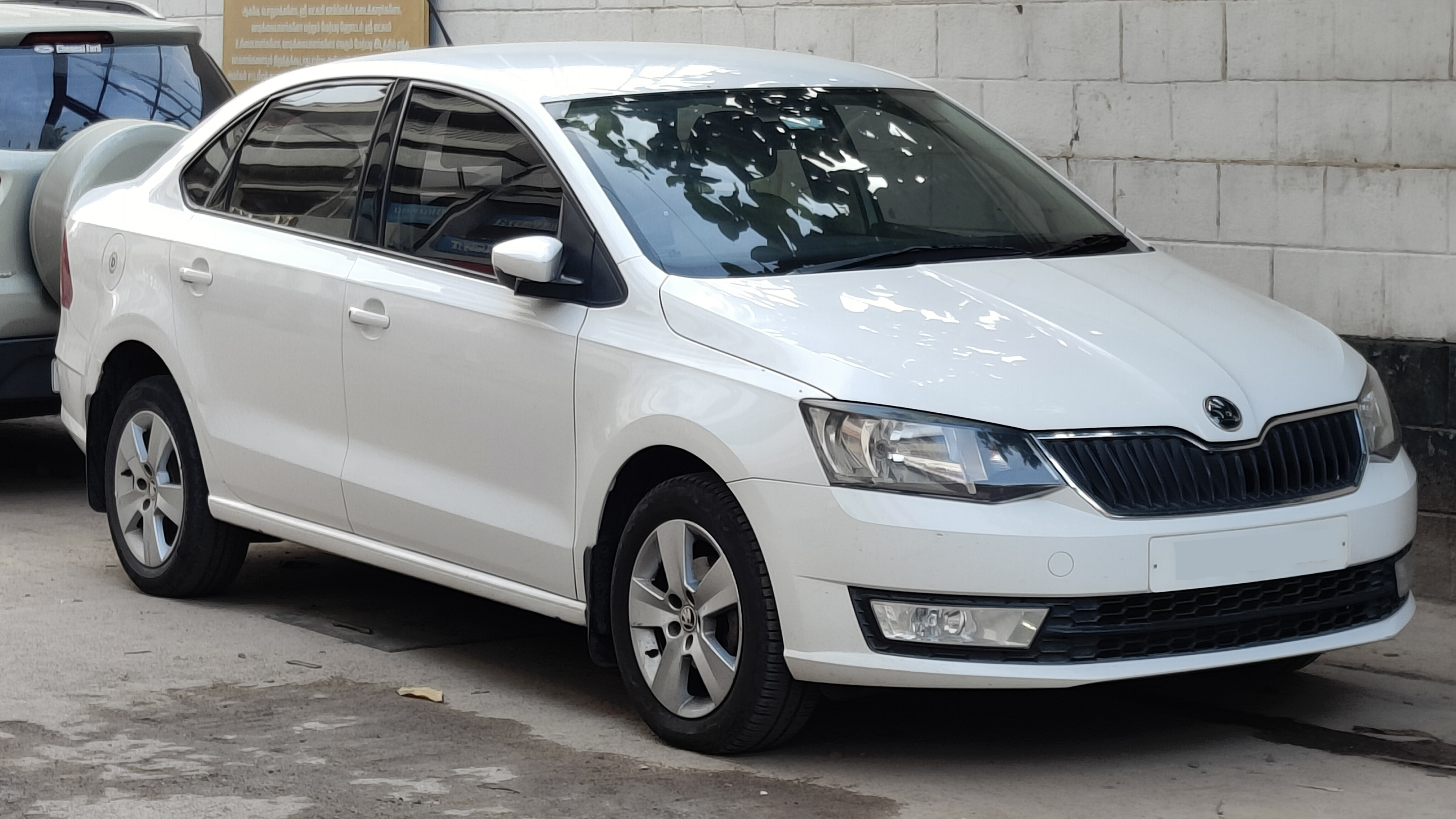
インド仕様・フェイスリフト後